# Oprávnění k nouzovému použití
Oprávnění k nouzovému použití (EUA, z anglického Emergency Use Authorization) znamená ve Spojených státech amerických povolení udělované Úřadem pro kontrolu potravin a léčiv (FDA) dle federálního zákona o potravinách, léčivech a kosmetice ve znění pozdějších předpisů zákonů Kongresu, včetně Zákona o opětovné autorizaci připravenosti na pandemii a všechna nebezpečí z roku 2013 (PAHPRA), jak byl kodifikován hlavou 21 Kodexu zákonů Spojených států amerických § 360bbb-3 za účelem použití léku před schválením. Nepředstavuje schválení léku v plném znění stanoveném zákonem, ale místo toho opravňuje FDA k usnadnění dostupnosti neschváleného léku nebo použití již schváleného léku jiným způsobem, než bylo ustanoveno schvalovacím řízením, během vyhlášení nouzového stavu nebo při hmotné hrozbě, kterou vyhlašuje ministr vnitřní bezpečnosti.

## Použití během pandemií
EUA jsou z historického hlediska poměrně řídkým jevem. Rizk a kol. shrnují ve svém článku americkou zkušenost s farmakologickými nouzovými schváleními během pandemie covidu-19 v roce 2020. V rámci toho poskytují popis léků schválených k nouzovému použití, klinické odůvodnění jejich schválení a závěrečné úvahy o programu nouzového řízení a jeho potenciálním využití do budoucna.
Vedle závažných onemocnění typu pandemické chřipky a nově se objevujících chorob byla pro nouzové použití schválena i lékařská protiopatření, která vyplynula z nouzového stavu v oblasti veřejného zdraví, jako je bioterorismus a chemické, biologické, radiologické a jaderné hrozby. Legislativní orgány následně rozšířily možnost volby pro léky, které přicházejí v úvahu, a rozsah testování, kterému byly léky nebo terapie podrobeny. Prezidentské exekutivní příkazy (hlava 3 Kodexu federálních předpisů) se podílejí na určování toho, kdy lze danou situaci považovat za kritickou z hlediska veřejného zdraví, a tím rovněž zasahují do rámce a použitelnosti nouzových oprávnění.
K tomu, zda je daný lék vhodný pro nouzové použití, je nutné zvážit, zda je opodstatněné věřit, že „může být účinný v ochraně, diagnostice nebo léčbě vážných nebo život ohrožujících nemocí nebo stavů vyvolaných [chemickým, biologickým, radiologickým nebo nukleárním] činidlem (činidly)“ nebo může zmírnit nemoc nebo stav způsobené lékem schváleným FDA, které byly použity k diagnostice, léčbě nebo prevenci nemoci či stavů vyvolaných takovýmto činidlem.
Norma pro oprávnění nouzového použití léků není natolik striktní z hlediska důkazů účinnosti jako norma pro léčiva, která procházejí běžným schvalovacím řízením FDA. Pomocí analýzy rizik a přínosů založené na souhrnu dostupných vědeckých důkazů FDA dospívá k opodstatněné víře, že přípravek by mohl být účinný pro dané použití.
Oprávnění k nouzovému použití je ukončeno, jakmile ministr zdravotnictví a sociálních služeb určí, že bezprostřední nebezpečí pominulo (po dohodě s instancí zodpovědnou za vyhlášení nouzového stavu), nebo jakmile jsou přípravek nebo neschválené použití schváleny běžnou cestou.

## Historie právní autority pro schválení nouzového použití
Oprávnění k nouzovému použití je ve Spojených státech udělováno v souladu s oddílem 564 federálního zákona o potravinách, léčivech a kosmetice z roku 1938 (veřejný zákon 75-717), ve znění pozdějších předpisů zákona o projektu biologické ochrany z roku 2004 (odd. 15, Veřejný zákon 108-276) pro financování vývoje a lékařských protiopatření proti chemickým, biologickým, radiologickým a jaderným hrozbám, zákona o opětovné autorizaci připravenosti na pandemii a všechna nebezpečí z roku 2013 (Sněmovna reprezentantů 307, veř. z. 113–5), zákona o léčbě 21. století z roku 2016 (s.r. 34, veř. z. 114-255) a veřejného zákona 115–92 z roku 2017.

## Použitelnost a pravidlo účinnosti u zvířat
Oprávnění k nouzovému použití mohou být udělována lékům, nástrojům a biologickým produktům, mohou umožnit jejich krizové použití v případě, že dosud nebyly schváleny nebo nebyly schváleny k danému účelu. Kromě toho léky, zařízení nebo biologické produkty mohou být podrobeny zkouškám účinnosti u lidí. Nemusí jim být podrobeny, pokud existují překážky v podobě zdravotních rizik, obtížné proveditelnosti nebo etických důvodů. Léky, zařízení nebo biologické produkty, které byly testovány pouze na zvířatech, se volně označují jako veterinární léčiva/zařízení. Za určitých podmínek je lze nouzově použít u lidí. Takovéto oprávnění má platnost pouze během ohrožení veřejného zdraví, jak je definováno v prohlášení ministra zdravotnictví a sociálních služeb. Toto prohlášení platí za podmínek stanovených federálním zákonem: Kodex federálních předpisů nebo prezidentský výkonný příkaz (hlava 3 Kodexu federálních předpisů).

## Použití během pandemií
V reakci na požadavky amerického Centra pro kontrolu a prevenci nemocí vydal Úřad pro kontrolu potravin a léčiv dne 27. dubna 2009 povolení k nouzovému použití diagnostických a terapeutických nástrojů pro potlačení pandemie prasečí chřipky. Úřad povolil použití určitých silných antivirotik a kvantitativního PCR testu na prasečí chřipku.
Dne 4. února 2020 v reakci na pandemii covidu-19 vyhlásil ministr zdravotnictví a sociálních služeb nouzový stav ohledně nového viru SARS-CoV-2, původce onemocnění covid-19, čímž oprávnil FDA k udělení nouzového povolení pro jisté zdravotnické prostředky určené k diagnostice covidu-19. FDA vydala v únoru 2020 toto povolení pro covid-19 CDC testovací kity, v průběhu roku 2020 pro remdesivir, convalescentní plasmu, Fresenius Propoven 2% emulzi (propofol), hydroxychloroquin (anulováno, ačkoli zůstává licence pro již schválené indikace) a bamlanivimab. Dne 16. dubna 2021 odvolala oprávnění k nouzovému použití pro zkoumanou monoklonální protilátku bamlanivimab, která se jako monoterapie užívala v léčbě mírné až středně těžké infekce covidem-19 u dospělých a dětských pacientů.
V prosinci 2020 odhlasoval Poradní výbor Centra pro biologické hodnocení a výzkum vakcín a příbuzných biologických produktů (VRBPAC) doporučení nouzového použití pro vakcínu Pfizer–BioNTech proti covidu-19. Vakcína získala nouzové povolení ve Spojeném království začátkem měsíce, ale podle představitelů Evropské unie to bylo pouze pro určité šarže. V USA VRBPAC schválil nouzové použití mRNA vakcíny Moderna, mRNA-1273.

### Související
- Světová zdravotnická organizace
- Evropská léková agentura
- Panamerická zdravotnická organizace